# تيد وود
تيد وود (بالإنجليزية: Ted Wood)‏ هو لاعب كرة قاعدة أمريكي، ولد في 4 يناير 1967 في مانسفيلد في الولايات المتحدة.

## وصلات خارجية
- تيد وود على موقعبيزبول رفرنس.كوم (الدوري الرئيسي) (الإنجليزية)
- تيد وود على موقعبيزبول رفرنس.كوم (الدوري الثانوي) (الإنجليزية)
- تيد وود على موقع أوليمبيديا (الإنجليزية)